# Alfred Schaffer (dichter)
Alfred Schaffer (Leidschendam, 16 september 1973) is een Nederlands dichter. Hij is de zoon van een Arubaanse moeder en een Nederlandse vader.

## Korte biografie
Na de afronding van zijn studie Nederlandse taal- en letterkunde en Film- en theaterwetenschappen aan de Universiteit Leiden verhuisde Schaffer in 1996 naar Zuid-Afrika, waar hij in 2002 aan de Universiteit van Kaapstad promoveerde op het proefschrift De geschiedenis van een jonge god: mythe, primordialiteit en de representatie van de archetypische adolescent en jonge man in werken uit de moderne Afrikaanse literatuur en de wereldliteratuur. Aan diezelfde universiteit werd hij docent Moderne Nederlandse letterkunde. 
Van 2007 tot 2010 was hij fondsredacteur bij De Bezige Bij in Amsterdam. Alfred Schaffer was tevens redacteur van het tijdschrift Bunker Hill, dat in 2008 werd opgeheven. Hij keerde in 2011 terug naar Zuid-Afrika en werd docent bij de vakgroep Afrikaans en Nederlands van de Universiteit Stellenbosch. Hij is ook medewerker voor poëzie van De Groene Amsterdammer en de Zuid-Afrikaanse dagbladen Die Burger en Beeld.  
Zijn poëziedebuut was in 2000 de bundel Zijn opkomst in de voorstad, die bekroond met de Jo Peters Poëzieprijs. Al snel volgde de erkenning als een van de oorspronkelijkste dichters in het Nederlands taalgebied. Daarna volgden acht dichtbundels waarvan de meeste bekroond werden met literaire prijzen (vaak meer dan een) of daarvoor werden genomineerd. Drie prijzen werden aan Schaffer toegekend voor de bundel Mens Dier Ding (2014). 
In samenwerking met Antjie Krog gaf Schaffer in 2005 een bloemlezing uit van Afrikaanse moderne poëzie, Stemme 3. Ook stelde hij een bloemlezing samen met werk van Elisabeth Eybers onder de titel My radarhart laat niks ontglip. Hij vertaalde poëzie van het Afrikaans naar het Nederlands van Floris Brown en Ronelda Kamfer en (samen met Robert Dorsman en Jan van der Haar) van Antjie Krog.
In het studiejaar 2017-2018 was Schaffer gastschrijver aan de Universiteit Leiden. Hij hield in dat kader op 2 november 2017 ook de Albert Verwey-lezing onder de titel Gedicht, vertel me een verhaal over poëzie en engagement.
Eind 2020 werd bekendgemaakt dat de P.C. Hooft-prijs 2021 aan Alfred Schaffer zal worden uitgereikt. De jury noemde hem "een dichter die zonder met de modes mee te waaien midden in deze tijd staat", met een oeuvre dat "volstrekt oprecht en zonder pretentie is" en dat "zich onderscheidt door een sprankelende veelstemmigheid". In maart 2021 werd bekendgemaakt dat ook de Vlaamse Herman de Coninckprijs aan Schaffer is toegekend.

## Werken
- Zijn opkomst in de voorstad (2000)
- Dwaalgasten (2002)
- Definities en hallucinaties (bibliofiele uitgave 2003)
- Geen hand voor ogen (2004)
- De muziek die ons toekomt (bibliofiele uitgave 2005, opgenomen in Schuim)
- Schuim (2006)
- Kooi (2008)
- Bezoek (bibliofiele uitgave 2012)
- Mens Dier Ding (2014)
- Postuum. Een lofzang (2016)
- Wie was ik. Strafregels (2020)

## Prijzen
- Jo Peters Poëzieprijs 2002 voor Zijn opkomst in de voorstad
- Hugues C. Pernath-prijs 2007 voor Schuim
- Jan Campert-prijs 2009 voor Kooi
- Ida Gerhardt Poëzieprijs 2010 voor Kooi
- Awater Poëzieprijs 2014 voor Mens Dier Ding
- Paul Snoekprijs 2014 voor Mens Dier Ding
- Charlotte Köhler Prijs voor Literatuur 2017 voor Mens Dier Ding
- P.C. Hooft-prijs, uit te reiken in 2021, oeuvreprijs voor poëzie
- Herman de Coninckprijs, uit te reiken in 2021 voor Wie was ik. Strafregels

Nominaties
- C. Buddingh'-prijs 2001 voor Zijn opkomst in de voorstad
- VSB Poëzieprijs 2003 voor Dwaalgasten
- VSB Poëzieprijs 2004 voor Geen hand voor ogen
- Paul Snoekprijs 2007 voor Schuim
- VSB Poëzieprijs 2008 voor Kooi